# 樋山路盆踊り
樋山路盆踊り（ひやまじぼんおどり）は、大分県中津市耶馬溪町樋山路地区に伝わる盆踊り。踊りの種類が大変多く、いずれも長い伝統を有するものである。

## 特徴
中津市の中でも旧本耶馬溪町、耶馬溪町、山国町の盆踊りでは楽器を一切用いないのが大きな特徴である。樋山路地区においても楽器は用いず、音頭取りの歌声のみに合わせて踊る。踊り手は必ず団扇を持ち、手で団扇と叩いたり膝などに団扇を打ちつけながら踊るが、これが太鼓の代わりとなっているのである。このことを団扇太鼓と言い、団扇が傷み易いことから、予備の団扇を準備しておく場合もある。
当地区においては、昭和30年頃までは初盆の家を1軒ずつ回って踊った。踊りが13種類もあり1軒あたり2時間はかかるので、初盆が多い年は夜明け頃まで踊り続けた。これは踊り手にとっても、また初盆の家にとっても負担となる上に高齢化の進行などもあって難しくなってきたので、現在は盆踊り保存会を中心に樋山路地区全体で合同の供養踊りを行っている。正確には、当樋山路集落においては、「団扇太鼓」という言い慣わしはかつても今も行われてはいない。またこの記述にあるような合同の供養踊りを行うことは、供養家庭の事情によるものであって、基本的な形態は、今でも初盆供養家戸別に供養盆踊りが行われている。ここ十数年来の過疎化と高齢化により以前と違って小集落毎には、口説き手、踊り子が揃わずに樋山路盆踊り保存会が口説き手を供養家庭に斡旋したり踊り子が他の小集落に移動して踊り合うなど盆踊りも共助の時代に入って来たことは間違いない事実である。

## 踊りの種類
千本搗き、三つ拍子、さえもん、博多踊り、寿司押し、佐伯踊り、米搗き、書生さん、曲典丸、三勝、六調子、ネッチョケ、小倉踊りの全13種類が伝承されている。三つ拍子、さえもん、佐伯踊り、三勝、六調子などといった元来の盆踊り唄の他に、千本搗き、寿司押し、米搗きなどといった作業唄からの転用や、書生さん、博多踊りなど流行唄からの転用の唄も多く見られる。